# Edith Eckbauer
Edith Eckbauer (* 27. Oktober 1949 in München als Edith Baumann) ist eine ehemalige deutsche Ruderin, die 1976 eine olympische Bronzemedaille gewann.
Edith Baumann begann ihre Leistungssportkarriere beim Münchener RSV Bayern von 1910. 1968 und 1969 belegte sie bei den Deutschen Meisterschaften jeweils den zweiten Platz im Einer hinter Bärbel Kornhass. 1970 wechselte Edith Baumann zum Passauer Ruderverein von 1874 und bildete dort mit Brigitte Völkner einen Doppelzweier. Das Boot gewann 1970 die Deutsche Meisterschaft und wurde 1971 Zweiter. Bei den Europameisterschaften 1971 gewann Edith Baumann die Bronzemedaille im Einer. 1972 kehrte Edith Baumann auch bei den Deutschen Meisterschaften in den Einer zurück und belegte den zweiten Platz hinter Karola Brandt.
Nach ihrer Heirat trat sie ab 1973 als Edith Eckbauer an, 1973 gewann sie den Deutschen Meistertitel im Einer und belegte erneut bei den Europameisterschaften den dritten Platz. 1974 erreichte sie bei den Weltmeisterschaften den vierten Platz im Einer. Danach wechselte Edith Eckbauer von den Skullbooten zu den Riemenbooten. 1975 gewann sie im Vierer mit Steuerfrau die Bronzemedaille bei den Weltmeisterschaften.
1976 gewann Edith Eckbauer die Deutsche Meisterschaft im Vierer, wobei nur noch Thea Einöder aus dem Vorjahresboot dabei war. Zusammen mit Thea Einöder stieg sie nun in den Zweier ohne Steuerfrau um, dieses Boot gewann 1976 bei der traditionellen Rotseeregatta in Luzern. Daraufhin wurde das Boot für die olympische Premiere des Frauenruderns bei den Olympischen Spielen 1976 in Montreal nominiert. In Montreal gewannen die Boote aus der DDR vier von sechs möglichen Goldmedaillen im Frauenrudern, nur in den beiden Zweier-Bootsklassen erhielt die DDR Silber hinter bulgarischen Booten. Im Zweier ohne Steuerfrau belegten Edith Eckbauer und Thea Einöder den dritten Platz hinter den Booten aus Bulgarien und der DDR. Die Bronzemedaille der beiden war die erste Medaille für das bundesdeutsche Frauenrudern überhaupt und neben zwei Medaillen für Ruderinnen aus den Vereinigten Staaten die einzige Medaille im Frauenrudern, die nicht an Ruderinnen aus dem Ostblock ging.
Edith Eckbauer beendete nach der Bronzemedaille ihre Karriere und erhielt von Bundespräsident Walter Scheel das Silberne Lorbeerblatt. Sie lebt in Oberbayern und ist unter anderem als Fitnesstrainerin aktiv.